# 孔漢壽
孔漢壽（：／ Gong Han-soo，1959年9月23日—），是大韓民國的政治人物，第41-42任釜山廣域市西區區廳長。

## 選舉
2018年第7屆全國同步地方選舉，辭去市議會議員職務，以自由韓國黨候選人身份參加釜山廣域市西區廳選舉。
其後在2022年第8次全國及地方同步選舉中，以國民力量候選人身份參選，輕鬆擊敗共同民主黨候選人鄭振英當選，成功連任。此外，65.43%是西區廳長選舉中得票率最高的一次。